# Catherine Coulter
Jean Catherine Coulter (* 26. Dezember 1942 in Cameron County, Texas) ist eine amerikanische Schriftstellerin. Coulter ist eine produktive und erfolgreiche Autorin von Liebesromanen und von Kriminalthrillern. 66 ihrer bisher 70 Romane erscheinen in Bestsellerlisten der New York Times. Weite Teile ihres Werkes – besonders ihre Liebesromane – werden der Trivialliteratur zugerechnet.

## Leben und Werk
Coulter wuchs in Cameron County auf einer Pferdefarm auf, absolvierte ein Undergraduatestudium an der University of Texas und erwarb ihren Masterabschluss am Boston College im Fach „Europäische Geschichte des frühen 19. Jahrhunderts“. Sie heiratete Anton Pogany, der zu diesem Zeitpunkt Medizin studierte und später Arzt wurde, und nahm eine Tätigkeit als Redenschreiberin für ein Wall-Street-Unternehmen an, die sie 1982, als ihre Schriftstellerei ausreichend Geld einbrachte, aufgeben konnte.
1979 veröffentlichte Coulter beim New Yorker NAL-Verlag ihren ersten Roman: The Autumn Countess (deutsch 1997: Verlies des Herzens). Die Handlung des unter dem Einfluss der Lektüre von Georgette Heyer entstandenen Liebesromans war in der britischen Regency (1811–1820) angesiedelt, also in der Zeit, die Jane Austen gut 160 Jahre zuvor mustergültig porträtiert hatte. Bis 2011 folgten 27 weitere Regency-Liebesromane. Viele der früheren Regency-Romane hat sie später überarbeitet und weiter ausgedehnt. 1982 und 1985 veröffentlichte Coulter zwei Liebesromane („Devil’s Duology“), die um die Wende zum 19. Jahrhundert im Milieu der Mittelmeerseefahrt und im orientalischen Haremsmilieu spielen. 1983 startete sie eine „Song“-Serie von Liebesromanen, deren Handlungsrahmen das europäische Mittelalter war. 1984 folgte eine „Star“-Tetralogie mit Schauplatz in San Francisco um die Mitte des 19. Jahrhunderts. 1991 begann sie eine Wikinger-Tetralogie. Die meisten der Romane, die Coulter bis 1996 veröffentlichte, lassen sich als typische Bodice-Ripper-Romane einstufen, also als Liebesromane mit Schurken-Helden, die sich ihre widerstrebenden Geliebten auch mit den Mitteln sexueller Gewalt unterwerfen. Coulter hat zu diesem Subgenre mehr Werke beigetragen als die meisten anderen Autorinnen.
1985 publizierte Coulter mit Aftershocks erstmals einen zeitgenössischen Liebesroman. Weitere folgten. Über eine Zwischenstufe von romantischen Thrillen (False Pretenses, 1988; ihr erstes Hardcover) gelangte Coulter schließlich zu FBI-Thrillern (The Cove, 1996). Ihr zweiter FBI-Thriller, The Maze (1997) war ihr erstes Buch, das in der Bestsellerliste der New York Times nicht als Taschenbuch, sondern als Hardcover erschien. 2015 hat Coulter erstmals einen Roman mit paranormaler Thematik vorgelegt.
Coulter lebt mit ihrem Mann in Mill Valley und Sausalito, Kalifornien.

## Veröffentlichungen

### Regency-Liebesromane
Baron-Serie
- The Wild Baron (1981/1997, Jove; Die schöne Fremde, 1999, Heyne)
- An Honorable Offer/The Offer (1981/1997, New American Library; Ein ehrbares Angebot/Tanz in die Liebe, 1994, Heyne)
- The Deception (1983/1999, Penguin)
- The Baron Novels 1–3 (Sammelband, 2012)

Bride-Serie (Sherbrooke)
- The Sherbrooke Bride (1992; Die Sherbrook-Braut)
- The Hellion Bride (1992; Die Satansbraut)
- The Heiress Bride (1993; Die Jungfernbraut)
- Mad Jack (1999; Scharade der Liebe)
- The Courtship (2000)
- The Scottish Bride (2001)
- Pendragon (2002)
- The Sherbrooke Twins (2004)
- Lyon’s Gate (2005)
- Wizards Daughter (2007)
- The Prince of Ravenscar (2011)

Night-Trilogie
- Night Fire (1989, Avon; Liebe ohne Schuld)
- Night Shadow (1989, Avon; Magie der Liebe)
- Night Storm (1990, Avon; Sturmwind der Liebe)

Legacy-Serie
- The Wyndham Legacy (1994; Rivalen des Glücks)
- The Nightingale Legacy (1995; Fluch der Liebe)
- The Valentine Legacy (1995; Stachel der Sehnsucht)
- The Legacy Trilogy 1–3 (Sammelband, 2012)

Magic-Trilogie
- Midsummer Magic (1987; Stolz und Leidenschaft)
- Calypso Magic (1988; Calypso)
- Moonspun Magic (1988; Sehnsucht und Erfüllung)
- The Magic Trilogy (Sammelband, 2012)

Einzelromane
- The Countess/The Autumn Countess (1978/1999; Verlies des Herzens)
- The Rebel Bride (1997; Die rebellische Braut)
- The Heir/Lord Deverill’s Heir (1980; Lord Deverills Erbe)
- The Duke/The Generous Earl (1997; Herrin des Herzens)
- Lord Harry/Lord Harry’s Folly (1993/1997; Die Maske des Lord)
- Regency Historical Romances (Sammelband, 2012)

### Weitere historische Liebesromane
Mittelmeer-Serie
- Devil’s Embrace (1982/2000)
- Devil’s Daughter (1985/2000; Die blonde Sklavin, 1998)
- The Devil’s Duology (Sammelband, 2012)

San-Francisco-Serie („Star Quartett“)
- Sweet Surrender (1984; 1986 erneut unter dem Titel Evening Star)
- Midnight Star (1986/1996; Der Stern der Rache)
- Wild Star (1986; Dornenpfad, 1988)
- Jade Star (1986; Jadestern)
- The Star Series (Sammelband, 2012)

Mittelalter-Serie
- Chandra/Warrior’s Song (1983)
- Fire Song (1985; Die Stimme des Feuers, 1992)
- Earth Song (1990; Die Stimme der Erde, 1992)
- Secret Song (1991; Die Stimme des Blutes, 1992)
- Rosehaven (1996; Schloss der Liebe, 2000)
- The Penwyth Curse (2003)
- The Valcourt Heiress (2010)
- The Song Novels 1–6 (Sammelband, 2012)

Wikinger-Serie
- Season of the Sun (1991; Im Schatten der Mitternachtssonne)
- Lord of Hawkfell Island (1993; Der Herr der Habichtsinsel)
- Lord of Raven’s Peak (1994; Der Herr vom Rabengipfen)
- Lord of Falcon Ridge (1995 Der Herr der Falkenschlucht)
- The Viking Novels 1–4 (Sammelband, 2012)

### Zeitgenössische Liebesromane
- Aftershocks (Wie im siebenten Himmel)
- Afterglow
- The Aristocrat

### Zeitgenössische romantische Thriller
- False Pretenses (1988; Falsches Spiel)
- Impulse (1990; Karibische Nächte)
- Beyond Eden (1992; Jenseits der Liebe)
- Born to Be Wild (2006)

### FBI-Thriller
- The Cove (1996)
- The Maze (1997; Wo keiner dich hört)
- The Target (1998; Vergeben, nicht vergessen)
- The Edge (1999)
- Riptide (2000; Wenn keiner Dir glaubt)
- Hemlock Bay (2001; Wer nie die Wahrheit sagt)
- Eleventh Hour (2002)
- Blindside (2003)
- Blowout (2004)
- Point Blank (2005)
- Double Take (2007)
- TailSpin (2008)
- Knock Out (2009)
- Whiplash (2010)
- Split Second (2011)
- Backfire (2012)
- Bombshell (2013)
- Power Play (2014)
- Nemesis (2015)
- Insidious (2016)

Sammelbände
- The Beginning (2005, enthält The Cove & The Maze)
- Double Jeopardy (2008, enthält The Target & The Edge)
- Twice Dead (2011, enthält Riptide & Hemlock Bay)
- The FBI Thrillers Collection 1–5 (2011)
- The FBI Thrillers Collection 6–10 (2011)
- The FBI Thrillers Collection 11–15 (2012)
- Second Shot (2014)

Serie „A Brit in the FBI“ (mit J. T. Ellison)
- The Final Cut (2013)
- The Lost Key (2014)
- The End Game (2015)

### Paranormale Thematik
- The Strange Visitor at Wolffe Hall (2015)

### Sachbuch
- My Ancestry Research (2016)

## Auszeichnungen
- The Sherbrooke Bride – 1998 in der Liste „Top 100 Romances“ (All About Romance Reader Award)
- The Final Cut – 2013 RT Book Review[6]
- The Lost Key – 2015 Finalist für den Hörbuchpreis Audies, Sparte Thriller/Suspense[7]
- The End Game – 2015 Starred Review des Library Journal[8] und RT Book Review[9]